# 빛은 멀어도
《빛은 멀어도》는 4막 5장으로 구성된 박현숙(朴賢淑, 1925-    )의 작품이다. 1960년대 작품이지만 '성좌(星座)'에 의해 1977년 가을 제1회 대한민국 연극제에 올려졌다. 김학천(金學泉) 연출. 전후가 시대배경이 된 <빛은 멀어도>는 전통모랄과 새로운 모랄이 부딪치는 세태풍속극(世態風俗劇)이다. 전후의 풍속도를 여성의 시각으로 포착한 이 작품은 가난한 대학생이 부유한 집 가정교사로 들어가 그집 딸과 사랑함으로써 문제가 야기된다. 결혼 과정에서 갖은 수모를 당한 남주인공은 처부모에 복수할 것을 결심하고 고의적으로 애인이 있다고 속인다. 그로 인한 충격으로 아내는 정신이상이 되고 하반신마저 못쓰게 된다. 자기를 그토록 사랑하는 아내를 그녀의 부모에 대한 증오심으로 해서 불행하게 만든 남주인공은 결국엔 아내에게 용서를 빌고 화해하기 위해 집으로 돌아오며 장모는 사위를 용서한다는 이야기이다. 그러니까 전후 우리 사회에 만연되어 있는 황금만능주의와 비뚤어진 가치관으로 인한 보상을 한 여인이 비극적으로 치른다는 이야기이다.  비교적 진부한 소재와 주제지만 알기 쉬운 내용과 작가의 여성적이고 따뜻한 인간애와 센티멘탈리즘이 전편을 감싸고 있다.